# Led Zeppelin
Led Zeppelin fou un grup de rock dur considerat un dels més importants d'aquest gènere i un dels més coneguts i populars durant la dècada del 1970. Fou fundat l'any 1968 per Jimmy Page, que ja havia estat a The Yardbirds, quan inclogué a la formació el vocalista Robert Plant, John Paul Jones com a baixista i teclista i John Bonham a la bateria. La formació es mantingué en actiu des que va començar l'any 1968 fins a l'any 1980, que es dissolgué per la mort accidental de John Bonham. Tot i considerar-se Led Zeppelin principalment com un grup de rock dur, el grup gaudia d'una gran diversitat musical, tocant tota mena de gèneres, com el blues, el rock & roll, el soul, la música celta, la música àrab, la música índia, el folk, el country i fins i tot, el reggae.
Tot i haver-se dissolt fa dècades, el 1980, Led Zeppelin continua venent àlbums i gaudeix d'una gran difusió radiofònica. Ha venut més de 300 milions d'àlbums en tot el món, dels quals 111 milions només als Estats Units, cosa que els situa com una de les bandes de rock amb les vendes més elevades de la història. També és la segona formació amb més discos de diamant (Concedits cada 10 milions de vendes als Estats Units) de la història, només per darrere de The Beatles. Els discos amb aquesta certificació són: Led Zeppelin IV (23 milions), Physical Graffiti (15 milions), Led Zeppelin II (12 milions), Houses of the Holy (11 milions) i Box Set (10 milions).

## Història

### Orígens

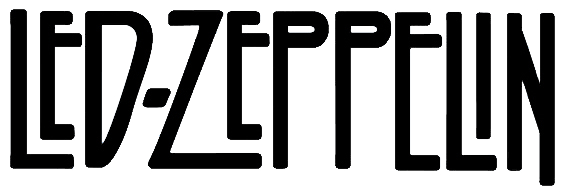
Logo de Led Zeppelin

Led Zeppelin es formà l'any 1968 quan Jimmy Page, reconegut músic de sessió a Anglaterra i antic guitarrista de The Yardbirds, buscava nous músics pel seu nou projecte, The New Yardbirds (nom que provocava certs problemes legals), constituït a partir de la dissolució de The Yardbirds. Al final el grup va passar a dir-se Led Zeppelin, a causa d'un acudit que havia explicat Keith Moon a la sessió de gravació del tema "Beck's Bolero" (en el qual participaven Jimmy Page, John Paul Jones, Jeff Beck, John Entwistle i el mateix Keih Moon), en el qual deia que la formació cauria com un "dirigible de plom" (en anglès Lead Zeppelin). Posteriorment, el mànager de la formació Peter Grant, tragué la "a" de "Lead" per evitar errors de pronunciació, ja que a Amèrica del Nord el conjunt "ea" es llegeix com a "i", deixant com a nom final "Led Zeppelin". L'any 1968, Jimmy Page i Chris Dreja van començar a cercar membres per aquesta nova formació. Terry Reid va ser la primera opció de Jimmy Page com a cantant. Terry, però, no acceptà la petició i els recomanà un altre cantant, Robert Plant, que en aquells temps cantava en una formació hippie anomenada The Band of Joy. Page, Dreja i Grant van anar a veure un concert de la formació de Robert Plant a Birmingham. Plant acceptà l'oferta de Page per entrar al grup, i al seu torn els digué que coneixia un bateria, John Bonham, que també es podia unir a la formació. Poc després de l'arribada de Bonham però, Dreja abandonà la música per convertir-se en fotògraf, deixant al grup sense baixista. John Paul Jones, ja amic i conegut de Page, va assabentar-se de la notícia i s'oferí com a baixista del grup, tancant així la formació. Després d'alguns assajos, va quedar clara la "química" que hi havia entre els components i que la formació seria definitiva.

### Primers treballs
El primer objectiu del grup fou acabar la gira pendent a Escandinàvia sota el nom de The New Yardbirds, on van tocar molts dels temes que sortirien en el seu futur primer àlbum. Després de la gira, ara ja sota el nom de "Led Zeppelin", Peter Grant, mànager de la formació, lliurà a la formació 200.000 dòlars a canvi d'un primer àlbum. Tal quantitat de diners provenia del segell Atlantic Records, que estava interessat a fitxar tants grups de blues i hard-rock com pogués. Led Zeppelin complia els requisits a la perfecció i la discogràfica, sense ni tan sols haver-los vist, els va contractar sota la recomanació de Dusty Springfield.
El primer disc fou publicat el 12 de gener del 1969, sota el nom de Led Zeppelin. Fou gravat, mesclat i editat en tan sols una setmana als estudis Olympic de Londres l'octubre del 1968, amb només 30 hores d'estudi i gairebé sense assajar. Al principi, el públic britànic no respongué efusivament al llançament del disc, produït per Page, cosa que es convertiria en una constant al llarg de la història del grup i provocà que no publiqués senzills a Anglaterra. Després d'embarcar-se en la seva primera gira per Amèrica del Nord i gràcies a les seves explosives actuacions, l'àlbum aconseguí un èxit enorme, tant en crítica com en públic, sobretot als Estats Units. La crítica qualificà l'àlbum com heavy-metal, cosa que no agradà gens als membres del grup. Robert Plant digué al respecte: " És injust qualificar a la formació com a heavy-metal, sobretot tenint en compte que un terç de les cançons són acústiques".
Durant l'any 1969 la formació va acabar les gires europea i americana i va començar a gravar el seu segon treball. Finalment, aquest sortí a la llum el 22 d'octubre del mateix any, sota el nom de Led Zeppelin II. Aquest àlbum tingué un èxit brutal, consagrant-los definitivament com un dels grups del moment, i arribant al número 1 tant a les llistes britàniques com a les americanes, destronant Abbey Road de The Beatles i mantenint-se en aquest lloc durant gairebé dos mesos, probablement gràcies a èxits com "Heartbreaker" o "Whole Lotta Love".
Gràcies a aquest disc, el grup va fer un parell de gires més per Estats Units, cada cop davant d'audiències més grans i allargant els concerts fins a més de 3 hores.

### Led Zeppelin III i l'àlbum sense nom
Després d'un any frenètic, els membres de Led Zeppelin, buscant una mica més de tranquil·litat, es retiraren a Bron-Yr-Aur, una remota casa rural de Gal·les a principis del 1970, on van compondre i gravar el material pel seu següent treball.
Finalment, el seu tercer àlbum es publicà el 5 d'octubre del 1970, amb el nom de Led Zeppelin III. Després d'aquest àlbum alguns acusaren el grup de ser un muntatge comercial donat el seu caràcter íntim i acústic. Aquest tercer treball no tingué una crítica tan bona com els anteriors. Tot i així, l'àlbum conté algunes composicions clàssiques de Led Zeppelin, com "Immigrant Song", el primer single de la carrera del grup, o "Since I've Been Loving You". La formació en general i sobretot Jimmy Page es prengueren aquestes crítiques molt personalment, cosa que provocà que el seu quart treball, en la seva edició original, no tingués cap títol ni res que el permetés identificar-lo excepte quatre estranys símbols o runes, un per cada membre de la formació. Aquest àlbum, reconegut normalment com a Led Zeppelin IV per inèrcia, publicat el 8 de novembre del 1971, fou el més venut de la formació, en el qual destaca el seu èxit més gran, "Stairway to Heaven", a més a més d'alguns clàssics de la formació com "Rock'n'Roll", "Black Dog", "Going to California" i "When the Levee Breaks", del qual destaca l'imponent so eixordador i pesat de la bateria de John Bonham. El solo de "Stairway to Heaven" fou escollit pels lectors de la revista Amazing Guitar World com "El millor solo de tots els temps".

### Houses Of The HolyiSwan Song

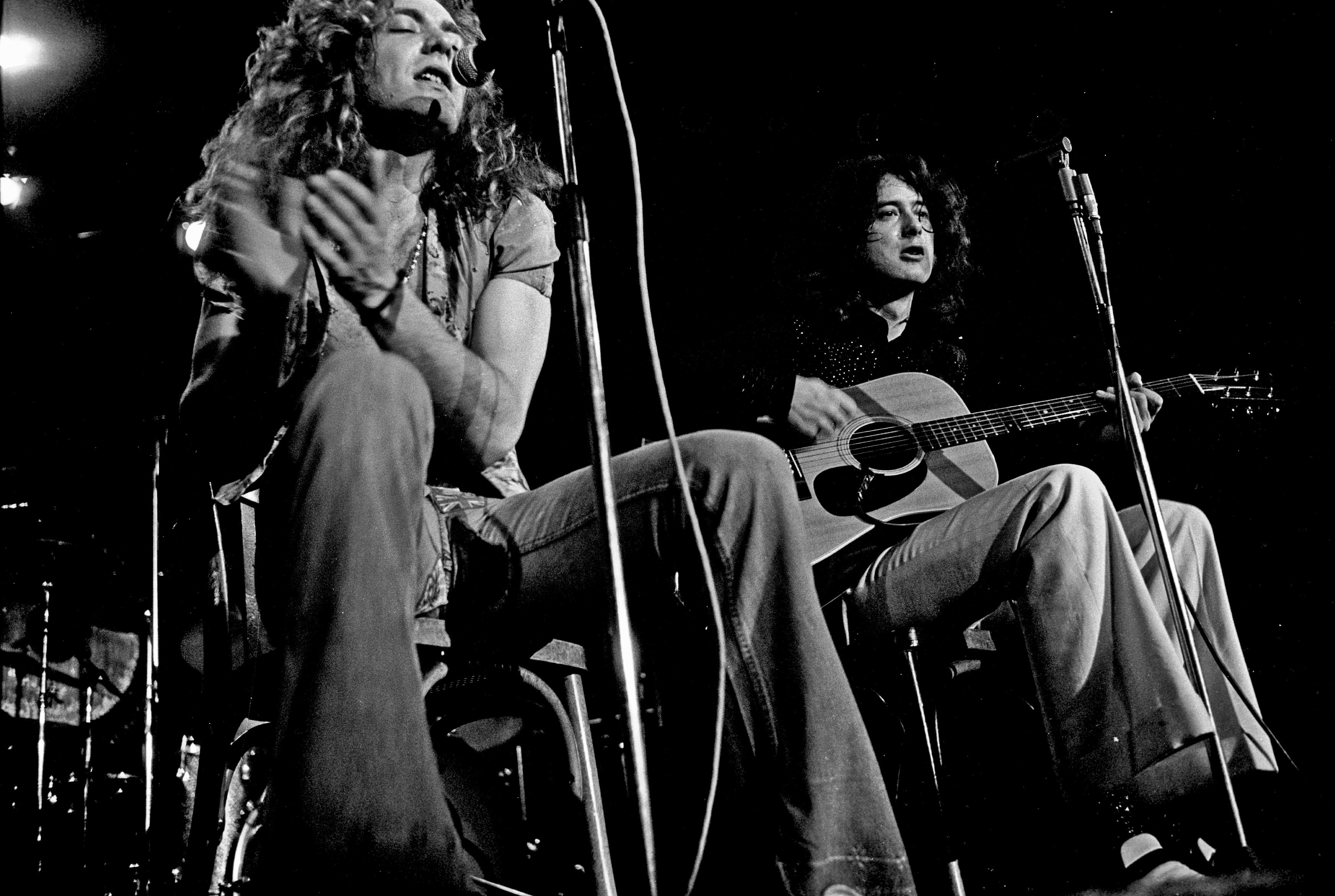
Robert Plant i Jimmy Page. Hamburg, Alemanya. 21 de març de 1973

L'àlbum següent, Houses of the Holy, publicat al 28 de març del 1973, fou un àlbum en el qual el grup va experimentar amb altres gèneres musicals i altres tècniques de composició: van experimentar amb el reggae amb cançons com "D'yer Mak'er" o "The Crunge", amb música índia a "The Song Remains the Same", o amb balades acústiques a "The Raing Song". Això provocà una certa controvèrsia entre el crítics, tot i que gaudí d'unes vendes excel·lents. La cançó "Houses of the Holy" fou gravada en un principi per a formar part d'aquest àlbum homònim, però finalment es publicà en el següent treball, Physical Graffity.
La portada de l'àlbum va causar polèmica, ja que hi apareixen uns nens despullats escalant una costa empedrada (que es tracta de Calçada del Gegant, a Irlanda del Nord), cosa que provocà que es prohibís la seva venda en alguns països, entre aquests Espanya, sota el règim de Franco.
La gira de presentació del disc fou multitudinària, aconseguint en un concert de Florida la xifra de 56.800 espectadors, superant el rècord anterior aconseguit per The Beatles, ingressant aquest dia 309.000 dòlars.
Per a sentir-se més còmodes amb les gravacions dels seus següents àlbums, Led Zeppelin creà el 1974 el seu propi segell discogràfic, Swan Song, tot i que encara continuaven depenent de la seva companyia discogràfica Atlantic Records. El nom de la companyia prové d'una de les poques cançons inèdites de la formació. A partir d'aquell moment, el grup realitzà totes les gravacions sota el nom d'aquest segell. El logotip de la companyia, que representa al déu grec Apol·lo, es convertí en el símbol de Led Zeppelin, incloent-se en molts objectes de marxandatge de la formació des de llavors. La companyia fou rendible durant la vida de Led Zeppelin tot i que tres anys després de la separació de la formació el segell va haver de tancar.

### Physical Graffiti
Physical Graffiti, és un disc doble, cosa freqüent als anys 70. Aquest àlbum va tenir una gran acollida, amb molts temes nous.

### Presence i In Throught The Out The Door

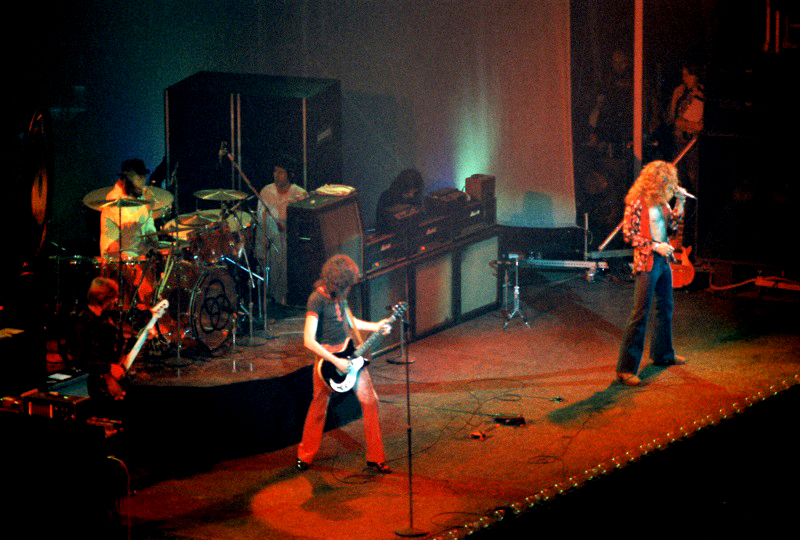
Concert al Chicago Stadium (1975)

Presence va ser un gran àlbum, però va tenir una acollida massa normal per a ser un treball de Led Zeppelin. L'any 1975, Robert Plant va tenir un accident i va escriure la cançó Achilles Last Stand, inspirada en aquest accident de Plant. The Song Remains The Same va ser un gran àlbum en concert. L'any 1977 va morir el fill de Robert Plant per una infecció estomacal poc comuna en els nens i va pensar que era tot per culpa de Jimmy Page i dels seus rituals d'ocultisme i sadomasoquisme perquè era un gran admirador d'Aleister Crowley. L'amistat entre Plant i Page va quedar trencada fins a l'any 1979 que la formació es trobava millor, però Page era addicte a les drogues en aquell moment i John Bonham era addicte a l'alcohol, i arribaven molt tard, per la matinada, als estudis de Swan Song per a la gravació d'aquest nou àlbum que va ser l'últim. A Jimmy Page li costava molt d'esforç escriure cançons i fer el treball i Bonzo Bonham era alcohòlic però el seu rendiment a la percussió no se'n ressentia. Totes les cançons van ser compostes per Robert Plant i sobretot per John Paul Jones, amb l'excepció de In The Evening i I'm Gonna Crawl on Page va escriure algunes parts. Aquest era el final de Led Zeppelin.

### Dissolució de la formació i Coda
John 'Henry' Bonzo Bonham o Drugo, va morir un dia de l'hivern del 1980 per l'excés d'alcohol. Coda, de l'any 1982 va ser un recopilatori de cançons mai publicades als 70.

## Led Zeppelin i l'ocultisme
Jimmy Page va comprar l'última casa d'Aleister Crowley. Hi havia molts rumors que deien que es feien rituals malignes en aquella mansió que Page va comprar. Corre la brama, mai confirmada per la formació ni demostrada, que hi ha missatges subliminars d'origen satànic en cançons com Dazed And Confused, Kashmir, Starway To Heaven i Since I've Loving You, i també al final del disc Led Zeppelin III, al final de la cançó Hatts Off To (Roy) Harper, on s'hi pot escoltar una frase popular d'Aleister Crowley: Fer el que vulguis és la teva llei.

## Discografia
- Led Zeppelin I (1969)
- Led Zeppelin II (1969)
- Led Zeppelin III (1970)
- Led Zeppelin IV (1971)
- Houses of the Holy (1973)
- Physical Graffiti (1975)
- Presence (1976)
- In Through the Out Door (1979)
- Coda (1982)

## Videografia
- The Song Remains the Same (1976)
- Led Zeppelin DVD (2003)
- The Song Remains the Same (Two Disc Special Edition) (2007)
- Celebration Day (2012)

## Membres
- Robert Plant: veu, harmònica, percussió menor (1968-1980, 1985, 1988, 1995, 2007).
- Jimmy Page: guitarra, guitarra de dotze cordes, cors (1968-1980, 1985, 1988, 1995, 2007).
- John Paul Jones: baix elèctric, teclat, mandolina, cors (1968-1980, 1985, 1988, 1995, 2007).
- John Bonham: bateria, percussió, cors (1968-1980, la seva mort).

### Participacions en reunions
- Tony Thompson: bateria (1985)
- Phil Collins: bateria (1985)
- Paul Martinez: baix (1985)
- Jason Bonham: bateria (1988, 1995, 2007)
- Michael Lee: bateria (1995)

## Guardons
Premis
- 2014: Grammy al millor àlbum de rock

Nominacions
- 1970: Grammy al millor nou artista